# Leo-Pekka Tähti
Leo-Pekka Tähti (sinh ngày 22 tháng 6 năm 1983 tại Pori, Phần Lan) là một vận động viên thể thao khuyết tật từ Phần Lan và thi đấu chủ yếu trong bộ môn chạy nước rút hạng mục T54 (Hạng mục T54 bao gồm những người bị tổn thương tủy sống và chủ yếu sử dụng xe lăn khi thi đấu. Họ bị liệt hai chân, nhưng có bàn tay và cánh tay có chức năng bình thường, và không có chức năng chân).
Anh đã giành được huy chương vàng trong bộ môn chạy 100m và 200m tại các sự kiện mùa hè Paralympic 2004 tại Athens, Hy Lạp. Anh cũng thi đấu tại Paralympic Mùa hè năm 2008 tại Bắc Kinh, Trung Quốc, giành huy chương vàng ở chạy nam giới 100 mét - hạng mục T54 và một huy chương đồng của nam giới 200 mét - hạng mục T54. Tại Paralympics 2012 tại London, Vương quốc Anh, anh đã giành được huy chương vàng trong môn 100 mét T54 sau khi ghi một kỷ lục thế giới mới với 13,63 giây ở vòng loại.